# Я в повному порядку (фільм, 2022)
Я в повному порядку (I'm Totally Fine) — науково-фантастична комедія 2022 року, знята Брендоном Дермером у співавторстві з Алішою Кетрі.

## Про фільм
Ванесса перебуває в жалобі, і вирушає в самостійну подорож, щоб очистити голову після смерті близької людини/
Але її плани змінюються, коли вона стикається з ситуацією неземного походження.

## Знімались
| Актор          | Роль      |
| -------------- | --------- |
| Джилліан Белл  | Ванесса   |
| Наталі Моралес | Дженніфер |
| Блейк Андерсон | Ерік      |
| Кайл Ньюачек   | Тауні     |
| Карен Маруяма  | Сандра    |
| Гарві Гіллен   | Діджей    |
| Сіріна Фіалло  | Меган     |